# 日本でのリサイクル

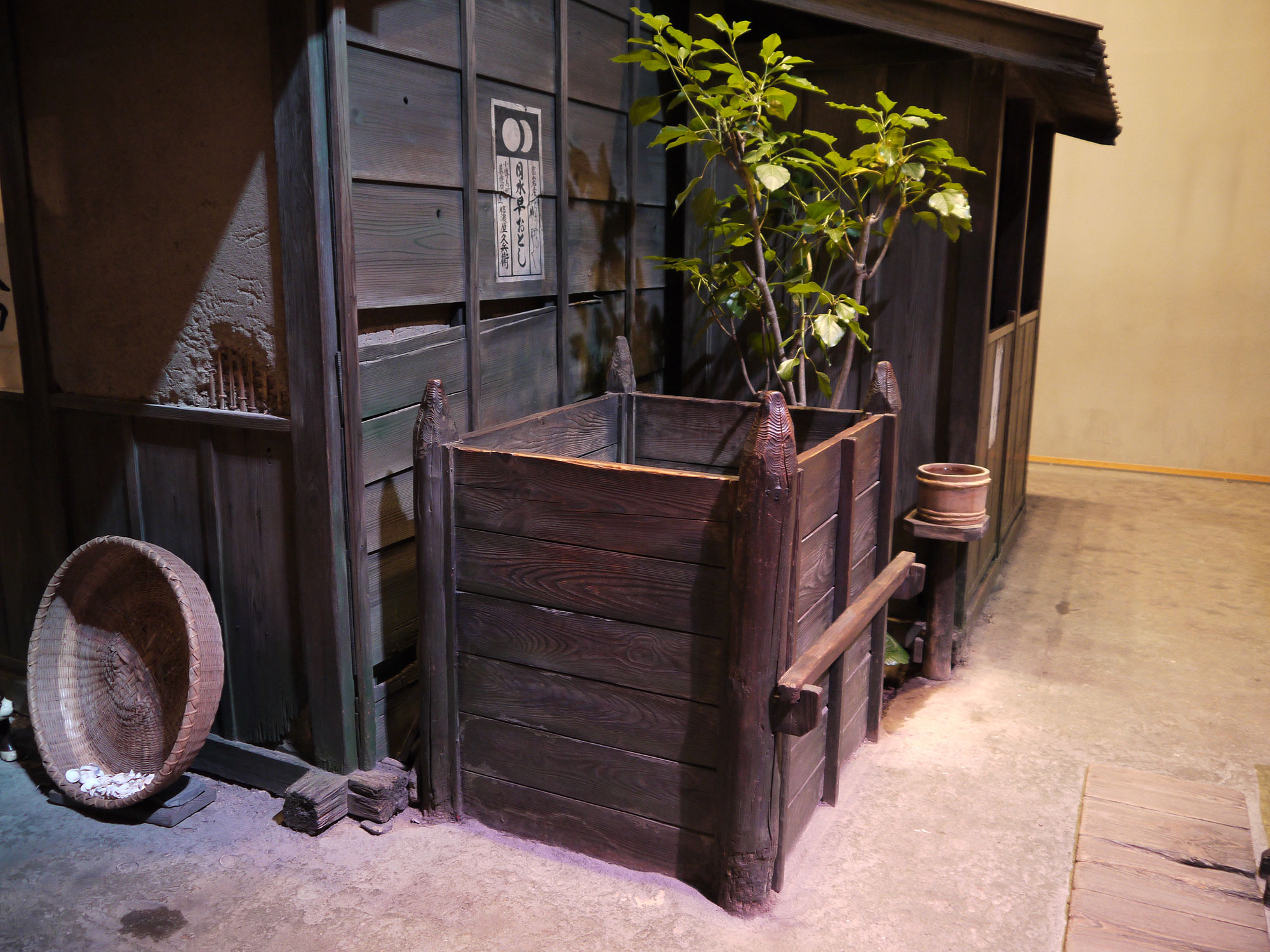
江戸後期の長家の共同ゴミ捨て場（深川江戸資料館）

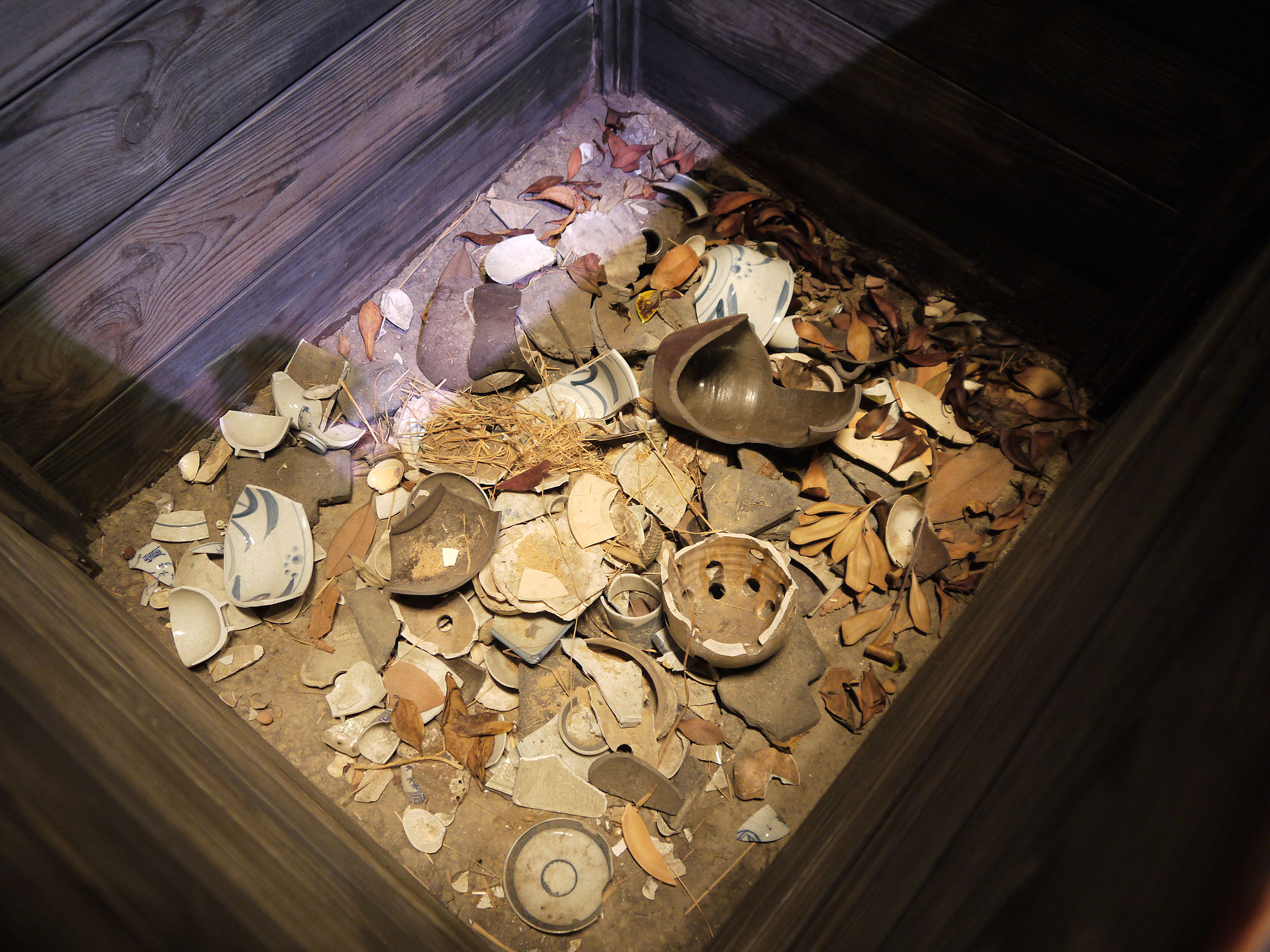
当時はほとんどの品物をリサイクルしており、欠けた陶磁器ぐらいしか捨てるものが無かった。それら陶磁器のゴミも干拓や道路の補強に利用された。

日本でのリサイクル（にほんでのリサイクル）では、日本におけるリサイクルについての説明を行う。

## 日本でのリサイクルの概要
循環型社会形成推進基本法には、「再生利用とは、循環資源の全部又は一部を原材料として利用すること」と定義されている。また法の中では、（マテリアル）リサイクルが自己目的化しないよう、3Rのうちリデュース（抑制）、リユース（再使用）の次ぐものとして位置づけられ、さらに（マテリアル）リサイクルに次ぐものとしてサーマルリサイクルが位置づけられている。これは「大量生産 - 大量消費 - 大量リサイクル」というシステムでは循環型社会の目的に合致しないからである。
資源の有効な利用の促進に関する法律では、アルミ缶、スチール缶、ペットボトル、紙製容器包装、プラスチック容器包装、小型二次電池、塩化ビニル樹脂製建設資材については、リサイクル識別表示マークの表示を義務付け、製品が廃棄されたときに容易に分別収集して資源として再利用できるよう定められている。
日本では古くから「ちり紙交換」などによる紙リサイクルが行われてきた。ほかにも古着・古布、アルミ缶、スチール缶、ガラス、蛍光灯、電池類、ペットボトル、タイヤ、食用油などがリサイクルされている。

## リサイクル品目

### ペットボトル
ペットボトルの回収率は2012年度以降、2016年度を除いて90%以上あり、2023年度における回収率は、92.5％に上った。
そのうち約77%が国内においてリサイクルに回され、その他は輸出されている（#リサイクルごみの輸出も参照）。リサイクルに回されたものの再資源化率は概ね80%であり、海外輸出分の再資源化量を推計し合計すると、リサイクル率は、約85.0%である。

リサイクルされた再生PET樹脂の量は、約39.2万トンであり、海外輸出分の再資源化量を含めたリサイクル量（54.1万トン）の約72%が材料リサイクルされ、ペットボトルや他の製品の原料となっている。そのうち本来の意味である「再循環」（再びペットボトルになる）が行われるクローズドリサイクルは約55%であり、他はペットボトル以外の製品の材料となる（オープンリサイクル）。

### 鉄
社会に蓄積された鉄鋼約14億1,814.6万トン(2022年度末時点)の鉄（1人当たり約11.3t）が循環しており、転炉法と電炉法によりリサイクルが大規模に行われている。「日本の鉄鋼循環図」として、鉄のマテリアルフローが図で追いかけられる。また日本のスチール缶リサイクル率は2011年度以降90%以上であり、2023年度は93.5%となっている。

### 紙・板紙
回収した紙は古紙として再び紙の原料となりトイレットペーパー、段ボール、白板紙の原料となる場合が多いが、最近は新聞や雑誌を含む紙製品の多くに「この商品は再生紙を使用しています。」「R=○○」などと表記されている（R=古紙パルプ配合率）。
同じ紙であっても、品質が高いものから低いものにされる場合、厳密にはリサイクルではなくカスケード利用に分類される。牛乳パックはバージンパルプ（リサイクル素材を含まないパルプ）から作成されていて繊維の品質が高いものとして流通するが、回収された古紙はトイレットペーパーや板紙といったものに加工されており、有効に利用されることが多い。
用途に特化した紙が作られるようになるにつれ、感熱紙を始めとしてリサイクル上の問題となる禁忌品が増えており問題視されている。また、シュレッダーで処理された紙は、用途によってはパルプ繊維が切り刻まれているため再生には不利である。
日本の新聞紙の古紙回収率は100%を超えており、2022年試算で135.7%である。これは、新聞に折り込んであるチラシも含まれるため、古紙回収が高い一因でもある。
段ボールは容器包装リサイクル法の除外であるが、古紙回収率は100%を超えており、2022年試算で110.3% であった。これは海外からの梱包による持ち込み分が日本のリサイクルルートに乗るからである。また、全体の古紙回収率は、2023年で約81.6%で、2022年の世界平均の回収率（約60.0%）を超えていた。そして、紙や段ボールなどに古紙が利用されている割合は、2023年で約66.8%であった。ラミネート等リサイクルが困難なものもあるが、徐々に段ボールにもリサイクルマークが浸透してきている。
グリーン購入法においては白色度と古紙配合率70%以上の規定がある。政府や自治体が調達する紙物品を100%再生紙と指定していることが多いが、紙は100%古紙で生産し続けることは不可能であり、用途によって配合率を決めることが望ましい。
再生する工程で必要以上に化石燃料を消費している再生紙はトータルとして決して地球環境にいい商品とはいえない。最近では紙を作るために熱帯雨林や天然林を伐採することなく、遊休牧地や荒廃地にユーカリやアカシアを植林したものをチップ輸入してパルプから作られた紙が大半を占める。このような管理された持続可能な森林から生産された木材チップを使用したバージンパルプから作られた紙についても、グリーン購入ネットワークでは「印刷・情報用紙」ガイドラインに明記している。
日本製紙は2007年4月、古紙100%配合紙を廃止し、古紙の配合率を下げた製品に切り替えると発表した。これは古紙100%配合するためには化石燃料をより多く使う必要があり、CO2削減の観点から望ましくないとしたものである。
中国などにおける需要増による古紙の高騰、脱色工程の手間と設備コストなどにより、バージンパルプ紙と同様に使用可能な高品質の再生紙の製造はメーカーにとって負担が大きいが、そうした事情が消費者に十分理解されているとは言い難く、販売価格に上乗せすることも容易ではない。また、2008年初頭には多くの大手製紙メーカーが再生紙の古紙配合率を偽装表示していたことが発覚し「リサイクルの優等生」と言われていた古紙リサイクルの構造的な問題が浮き彫りとなっている。

### 布（衣料品）
衣料品の場合は再利用（古着として）されることが広く行われてきた。兄弟、親子間での再利用や、近所、親戚、コミュニティなどでリユースされるパターンがある。また、バザーやフリーマーケットなどで販売するというパターンもある。
そのような手段がない場合、あるいは再利用に耐えられない品質の衣料品については、古布として回収される。回収された布は選別された後、ウエス（工業用の雑巾）やフェルト、自動車のクッション材などに利用される。選別後まだ衣料品として利用可能なものは古着として再利用される。古着として再利用される場合には、リサイクル団体が販売したり輸出されたりする。
現在、中国への再利用衣料品の輸出は認められていない。医療用衣料品などに付着してくる細菌、ウイルスなどが一緒に持ち込まれないようにするためである。

### 食用油
石鹸、ディーゼルエンジン用燃料などに再利用される。一部自治体や事業者ではリサイクルにより製造されたディーゼルエンジン用燃料によってバスを運行している。詳しくは「バイオディーゼル 」を参照のこと。

### アルミ缶
アルミニウムで造られるアルミ缶は広く流通しており、かつ収集も容易なことから広くリサイクルのルートが整備されており、2024年度のアルミ缶リサイクル率はアルミくずとして輸出された分も含め99.8%である。他国と比べると、2022年の値であるが、ドイツ（99%）やブラジル（100%）とほぼ同じであるが、イタリア（92%）、ノルウェー（91%)]・イギリス（78%）・フランス（51%）と比べてると、リサイクル率は高い。
アルミ缶をリサイクルして作る場合、ボーキサイトから新たに作る場合と比べて、作るのに必要なエネルギーを約30分の1にすることが出来る。その量を電力に換算すると2024年度の場合は、106.1億kWhとなる。これは、全国にある住宅（約6,078万世帯）の約16日分の使用電力量に相当する。
また、再びアルミ缶としてリサイクルされる割合は、約75.7％となっており、2012年以降は7割前後となっている。

### インクカートリッジ
プリンター（複合機含む）用のインクカートリッジについても、家電量販店などにカートリッジをリサイクルするための回収ボックスが設置されている。これらはもともとは純正品のメーカー(CanonやEPSONなど)の回収ボックスのみであったが、近年は独自の回収ボックスを設置し、回収されたカートリッジにインクを再充填するなどしていわゆる「リサイクルインクカートリッジ」などとして販売する業者も現れている。なお、それらの業者は無論純正品のメーカーから許諾を得て販売しているわけではないため、純正品メーカーがそのようなカートリッジを回収して再充填して販売する行為が特許侵害にあたるとしてリサイクル品製造・販売メーカーとの裁判となったケースもある。
2008年4月8日からインクジェットプリンターメーカ6社が日本各地の郵便局3,639局に共同回収箱を設けて回収しリサイクルを始めた。（但し6社の内、レックスマークインターナショナル株式会社が2016年3月末に、デル株式会社が2019年3月末に、インクカートリッジ回収を終了している。）回収箱の設置場所を郵便局以外にも順次増やし、拡大している。回収されたカートリッジはまとめてゆうパックで長野県諏訪市の「エプソンミズベ湖畔工場」に送られ、メーカーごとに仕分けされ、その後各メーカーに送られ再生（リサイクル）される。これは「インクカートリッジ里帰りプロジェクト」と呼ばれる。
このプロジェクトにより、2008年から2024年まで4,870万個のインクカートリッジが回収がされ、2024年のみでは322万個の回収されている。また、回収数は2022年以降減少している。但し、このプロジェクトの回収対象は、インクジェットプリンターメーカ4社の純正品を対象としており、リサイクルインクカートリッジは対象外となる。しかし、エコリカの場合、自社製品のみとしながらも、純正品以外でリサイクルインクカートリッジも対象としている。

### ガラス瓶
瓶のリサイクル率は、2023年で約75.0%であり、再び瓶としてリサイクルされる割合は、約76.9%であった。
日本酒造組合中央会が500mlの統一規格びんを企画する際に、その旨を表示する目的でデザインされたのがRマークである。2000年に始まり、日本ガラスびん協会は、誰でも使える開放型のリターナブル瓶をRびんと認定している。Rびんのデザイン（設計図）は開放されていて、識別マークとして瓶の底や肩部にRマークが刻印されている。そして同年にも日本ガラスびん協会が、びんの軽量度合をレベル ⅠからレベルⅣの4つに分類するL値を導入。最も軽量度の大きいレベルⅣ（L値0.7未満）のびんが超軽量びんと名付けられ、軽量化の象徴となるシンボルマークもつくられた。
生活協同組合(生協)の一部が、規格統一したRびんを複数の生産者が使用し生協が回収再利用するびん再使用ネットワークを1994年に設立した。2021年度までに累計回収本数は約2.6億本であり、累計回収ビン重量は約7.1万トンに達した。これを地方自治体の回収費用に換算すると約42億円の税金を節約したことに相当する。更には、回収した全てが500mlびんであった場合は二酸化炭素排出量を8万5,229トン削減することが出来た。
輸送コストを低減する超軽量びんでできているRびんや、ペットボトルに置き換わる携帯可能なリターナブル瓶Rドロップスが開発されており、実際に地域の特徴を活かした飲料用の瓶として使われた。びん再使用ネットワークに参加している生協は、現在、パルシステム連合会、グリーンコープ連合、生活クラブ生協連合会、東都生協である。
また、飲料メーカーなどの方でも、瓶の軽量化に取り組んでおり、2023年時点で1本あたり平均176.3gであり、1990年（217.2g）と比べて、2割減少している。また、ガラス瓶製造工場で使用する燃料ガスをLPGからLNGへの転換したことにより、CO₂発生量が、1990年の約184.9万トンから、2023年は約35%の約64.2万トンとなった。
更に、2023年の超軽量びんの出荷本数は9,608.1万本であり、全体の約85.5%（8,214.6万本）が調味料用として使われた。Rびんは、1,677.9万本であり、全体の約60.2%（1,009.7万本）が清酒用に使われた。
また、リターナブル瓶以外の、砕いてカレットとすることでガラス原料として再利用されるワンウェイ瓶に関しては、瓶入りの物品を販売している事業者が独自に回収するものの他、分別収集など一般家庭から排出されているものを効率よく回収するシステムも構築されており、ガラス瓶原料の約74.1%（2023年）がこのカレットを使用している。

### 容器包装
容器包装リサイクル法に置いて、食品などの商品を入れる「容器」、ラベルなどの「包装」を生産する事業者および、容器包装を含む商品を販売する事業者（いずれも一定規模以上）は、ごみとなった容器包装を自主的に回収・リサイクルするか委託金を払う義務が生じる。対象はプラスチック製容器包装、紙製容器包装、ガラスびん、ペットボトル。商品そのもの（例えばプラスチック製のおもちゃ、プラスチックストローなど）は「容器」「包装」ではなく、この法律の対象外となる。

### プラスチック
ペットボトルも含んだ数字で、2022年に824万トンの廃プラスチックが回収され、マテリアルリサイクルに180万トン（22%）、ケミカルリサイクルとして28万トン（3%）が高炉・コークス炉燃料/ガス化/油化され、サーマルリサイクルとして、ガス化（燃料利用）に13万トン（2%）、固形燃料/セメント原・燃料に189万トン（23%）、発電焼却に260万トン（32%）、熱利用焼却に48万トン（6%)がリサイクルされている。残りの61万トン（7%）が単純焼却、46万トン（6%）が埋立された。
| マテリアルリサイクル | ケミカルリサイクル | サーマルリサイクル | サーマルリサイクル | サーマルリサイクル | サーマルリサイクル | 未利用   | 未利用 |
| -------------------- | ------------------ | ------------------ | ------------------ | ------------------ | ------------------ | -------- | ------ |
| マテリアルリサイクル | ケミカルリサイクル | ガス化燃料         | 固形燃料等         | 発電焼却           | 熱利用焼却         | 単純焼却 | 埋立   |
| 180万t               | 28万t              | 13万t              | 189万t             | 260万t             | 48万t              | 61万t    | 46万t  |
| 22%                  | 3%                 | 2%                 | 23%                | 32%                | 6%                 | 7%       | 6%     |

- マテリアルリサイクル：融解させることでペットボトルごみがペットボトルにリサイクルされたり、廃プラが駅ホームのベンチやバケツなどのプラスチック製品になる等、モノからモノへとリサイクルされる。多くの人が想像する「リサイクル」のイメージに一番近い。欠点として、このリサイクル方法だと、リサイクルする度にプラスチック分子が劣化してしまい、どんどん品質が悪くなり、使えないものになってしまう[33]。プラスチックと一言で言ってもポリプロピレン(PP)、ポリエチレン(PE)、ポリスチレン(PS)など材質が分かれており、不純物が少ない方がマテリアルリサイクルしやすい。日本では家庭プラごみより産業プラごみの方がマテリアルリサイクル率が高くなっている。
- ケミカルリサイクル：廃プラスチックをひとまず分子に分解してからプラスチック素材に変えるので、マテリアルリサイクルとは違って、何度でもリサイクルできる。しかしながらこの方法は、分子に分解する工程に大掛かりな工場がいるため、資金やエネルギーが結構かかってしまう。また、このリサイクル方法の実態として、「廃プラスチックを分子に分解してからプラスチック素材に変える」ということはしておらず、廃プラを製鉄所に持っていって鉄鉱石と石炭（還元剤）と一緒に燃やしている。一緒に燃やす理由は、石炭の消費量を減らすことが出来るからである。つまり、廃プラは還元剤としての役割をしている[33]。
- サーマルリサイクル：ペットボトルなどのプラスチックをごみ焼却炉で燃やし、その熱をエネルギーとして回収する。回収された熱は火力発電や温水プールに利用されたりしている。ごみを用いた火力発電は「ごみ発電」とも呼ばれている。プラスチックはもともと原油が原料なので、よく燃えて高熱を発する。生ゴミなど水分の多いゴミと比べて、プラスチックはいい燃料となる。ごみ発電には他にも、廃材等を燃料にするものもあるが、木よりも原油由来のプラスチックの方がよく燃える[33]。プラごみを固めた廃棄物固形燃料はさまざまな産業の燃料として利用される。

## 地域ごとのリサイクル方式
沼津方式
家庭から出るごみを予め分別させ、住民自治会の管理するごみ集積場で分別収集することで、家庭からの資源回収率向上と回収後の分別コスト低減を目指した制度。住民の協力が不可欠である。1975年に静岡県沼津市で開始されて全国に広がり、分別収集によるリサイクルの先鞭をつけた。
大阪方式
家電品のリサイクルを家電リサイクル法ではなく廃棄物処理法に基づいてリサイクルする方式。既存のリサイクル事業者を活用することにより、家電メーカーのリサイクル料金より安い料金でリサイクルが可能であるため、消費者の「お得」意識に訴えることで不法投棄を減らす効果が期待されている。
平塚方式・日立方式
資源ごみ回収に民間企業を参入させる事で、資源の有効回収と処分コストの低減を目指した制度。
高知方式
資源種別ごとに個別のごみ収集車を用意し、集団走行でごみ集積場を回りながらその場で分別収集する事で、回収後の分別コスト低減を目指した制度。

## 問題

### リサイクルごみの輸出
2023年の回収ペットボトルの約18%（約12.6万トン）が海外の再資源化業者に輸出されており、その全てがフレーク状である。これは2021年1月1日から施行された「プラスチックの輸出に係るバーゼル法該非判断基準」により、使用済みPETボトルのベール品は規制対象となり、輸出できなくなったためである。
なお、日本も含めた世界中の先進国がプラスチックごみを途上国へ輸出していることについて「海外へゴミを押し付けている」として批判がある。人件費の高い先進国では再資源化の採算が取りづらい面や、途上国の再資源化業者が資源ごみを高値で買い取っている事情もあるとされる。また、ごみを「押し付けられた」途上国では、資源ごみのリサイクルによって雇用が生み出されている一方で、ごみの大量輸入や自国内のごみにより処理が追いつかず、不法投棄や野焼きなどの環境問題を引き起こしているとされる。
日本の2017年の廃プラスチック輸出量は143万トンであった。2017年時点で日本は香港、米国に次ぐ世界第3位の廃プラスチック輸出大国であり、その世界シェアは11.9%であった。2017年に日本から輸出した廃プラスチックのうち、52.3％（約75万トン）が中華人民共和国向けであった。日本は2011年以降、廃プラスチックの50%以上を中国へ輸出する状況が続いていた。 しかし2017年末から、中国が主に生活由来の廃プラスチックの輸入を禁止したことで、日本の廃プラスチックの主な輸出先が中国から東南アジアへと変化した。
そして2018年以降、輸入・利用規制が厳格化しつつある。2018年6月にタイとベトナムがいち早く規制し、翌月にはマレーシアでも規制が開始された。その後、インドネシアで輸入規制・禁止が検討され、インドでは2019年8月31日から全面輸入禁止となり、さらには相手国の同意も必要となるため、今後も輸出量が減少する可能性が高まった。
2020年6月9日に環境省が発表した「外国政府による廃棄物の輸入規制等に係る影響等に関する調査結果報告書」によれば、自治体の8.0％、中間処理業者の33.0%が、最終処分業者の7.4%が2020年2月末時点で2019年7月末時点と比べ、廃プラスチックの「保管量が増加した」と回答した。このうち、2019年度下半期で保管上限の超過等、保管基準違反が発生したとの回答が4件あった。更には、中間処理施設における処理能力に対する稼働状況は、6.7%で「10割」、44.9%で「8割以上～10割未満」という回答が得られ、約5割の施設が高い稼働率で処理していることが分かる。
2019年5月10日、ジュネーブで開かれたバーゼル条約締約国会議で、リサイクルに適さない汚れたプラスチックごみを同条約の規制対象とする改正案を採択した。バーゼル条約は有害廃棄物の定義や輸出入を規定する国際条約で、約180の国・地域が批准している。改正された条約は2021年1月1日から施行され、汚れたプラスチックごみを輸出する際に相手国の同意が必須となった。その後、2021年の1月と2月に一時的に減少したが、2019年コロナウイルス感染症流行による経済的影響によって生じた原油高による廃プラスチック需要の高まりにより、輸出量が回復している。また、相手国に同意があれば廃プラスチックの輸出が可能であるため、2021年に台湾・インド・マレーシア・フィリピンへの「特別の考慮が必要な廃プラスチック（Y48）」の輸出通告も行われている。
2023年の廃プラスチック輸出量について、貿易統計より中国の輸入禁止の影響を主にバーゼル条約による輸入規制も相まって、2022年（約56万トン）より増加しているものの約60万6,374トンとなり、2019年以降100トンを割っている。2023年に日本が輸出した廃プラスチックの60%以上が東南アジア（マレーシア約31.2%、ベトナム約26.5%、タイ約8.2%）へ輸出されていた。 また、マレーシアとベトナムに次いで輸出先第3位である台湾へは約15.7%であり、この4か国で約81.7%を占めている。

### プラスチックのサーマルリサイクル
プラスチックのサーマルリサイクル（エネルギー回収焼却）率が高いことについて、グリーンピースジャパンなどの環境団体などが「リサイクルの趣旨に外れる」として批判している。
実際に、前述のプラスチックの項目より、廃プラスチックのリサイクル率は回収量に対して約87%であるが、「物から物へ」という循環型を目指すマテリアルリサイクルは21%ほどである。そして、廃プラスチックごみを輸出しているが2017年末に中国政府がごみ輸入を禁止し、2021年からはバーゼル条約により相手国の同意が必須となり、前者を主とした影響により2023年は前年より増加しているが輸出量が年々減少傾向にある。
また、ケミカルリサイクルはわずか4%であるが、その実態は製鉄所で石炭と一緒に用いて還元剤として果たしているだけであり、何故かケミカルリサイクル扱いされてしまっている実態があるという指摘もある。
しかしながら、マテリアルリサイクルはカスケード利用が多く、元となるごみに一定の品質が要求されるなど利用には条件があること、また不純物が多い家庭ごみなどはマテリアルリサイクルがそもそも難しい点、油化・ガス化などのケミカルリサイクルは技術面とコストに課題があり、それらと比較してサーマルリサイクルの環境負荷がさほど上回らない点から、サーマルリサイクルを擁護する声もある。

### その他
- ライフサイクルアセスメント（LCA）、資源、環境を考えた場合に、ペットボトル、紙、発泡スチロールトレイなどをどうするべきか意見が分かれている。
- 廃棄物をリサイクルする場合、材料となる廃棄物を運搬する場合には「廃棄物運搬業」の許可を、廃棄物を加工する場合には「廃棄物処理業」の許可を、それぞれ都道府県知事などから得る必要がある。一見リサイクルを阻害する制度に見えるが、悪意を持った業者が素材収集の名の下に堂々と不法投棄を行うことが予見できるため、容易に規制緩和ができない状態となっている。
- 近年では工業製品において「質量比○○%のリサイクルが可能」という謳い文句が多いが、機械製品を構成する金属類は比重が重いものが多いため、比重が軽く、体積比ではFRPを初めとした混合樹脂製品などがリサイクルできず大量に廃棄されていたが、近年ではFRPもリサイクルされるようになってきた。また金属に限らず、物を再生する際は不純物の選別や精錬作業に多大なエネルギーと上水が必要となる。それらを鑑みても、リサイクルは3Rの根幹であるリユースやリデュースと並行して取り組むことが必要である。
- リサイクルされるかという大きなポイントは、リサイクルした時に儲けが出るか否かである。従って「微価物・無価物の輸送費」を少なくしないと廃棄に回ってしまう。金属など希少資源が高騰すると、廃棄されていた質の悪い資源も元が取れるようになりリサイクルに回るようになる。
- 家電販売店において、テレビや冷蔵庫の回収に際して消費者へリサイクル費用を請求しながら、実際はリサイクルへ回さずに不正輸出会社等へ売却することにより、二重の益を得、また地球的汚染となる事例が発生している。

## 関連法規
| 法規（通称など）                                                                         | 概要 | 施行      |
| ---------------------------------------------------------------------------------------- | --- | --------- |
| 循環型社会形成推進基本法                                                                 | リサイクルと廃棄物に関する基本的な枠組み                                                                                               | 2001年1月 |
| 廃棄物の処理及び清掃に関する法律（廃棄物処理CD）                                         | | 2001年4月 |
| 容器包装に係る分別収集及び再商品化の促進等に関する法律（容器包装リサイクル法）           | 容器包装（ガラス製容器、ペットボトルなど）の製造事業者などへの、リサイクルの義務付け                                                   | 2000年4月 |
| 特定家庭用機器再商品化法（家電リサイクル法）                                             | 家電製品（エア・コンディショナー、テレビ、冷蔵庫、洗濯機）（2004年4月1日から冷凍庫）の製造・販売事業者への、回収やリサイクルの義務付け | 2001年4月 |
| 建設工事に係る資材の再資源化等に関する法律（建築資材リサイクル法）                       | 建設工事の受注者などへの、建設系産業廃棄物のリサイクルなどの義務付け                                                                   | 2002年5月 |
| 食品循環資源の再生利用等の促進に関する法律（食品リサイクル法）                           | 食品の製造・販売事業者への残渣発生抑制やリサイクルの義務付け                                                                           | 2001年5月 |
| 国等による環境物品等の調達の推進等に関する法律（グリーン製品利用促進法、グリーン購入法） | 再生品などの購入の促進 | 2001年4月 |
| 使用済自動車の再資源化等に関する法律（自動車リサイクル法）                               | 自動車製造業者への使用済み自動車のリサイクルの義務付け                                                                                 | 2005年1月 |